# Хайнрих II (Арнсберг)
Вижте пояснителната страница за други личности с името Хайнрих II.
Хайнрих II фон Арнсберг (на немски: Heinrich von Arnsberg; * 1175/1202; † сл. 1207, 1217) от Дом Куик е граф на Графство Арнсберг и граф на Ритберг.

## Биография
Той е големият син на граф Хайнрих I фон Арнсберг (ок. 1128; † 4 юни 1200) и съпругата му Ерменгарда фон Соест († сл. 1203).
Той е съ-регент с баща си Хайнрих I фон Арнсберг и с брат си Готфрид II. През 1180 г. той е при преследвачите на Хайнрих Лъв. По-малкият му брат Готфрид II († сл. 1217) получава през 1185 г. от баща им графството Арнсберг. След подялбата Хайнрих II получава Графство Ритберг.
През 1203 г. граф Хайнрих II прави дарение за себе си и съпругата си Ерменгарда в манастир Ведингхаузен. Той плаща годишно по една сребърна марка, за да се молят монасите за тях на определени дни и за душите им след смъртта им в деня на смъртта им. Разрешено им е да бъдат погребани в манастира.

## Фамилия
Хайнрих II се жени за Ирмгард (Ерменгарда). Те имат един син:
- Конрад I фон Ритберг (* сл. 1203; † 1284/1294), основател на Графство Ритберг, граф от 1237 до 1264 г., женен 1237 г. за Ода фон Липе (1210 – 1262), дъщеря на Херман II фон Липе
- ? Аделхайд фон Арнсберг († 1271), омъжена за Бартхолд I фон Бюрен († 1281), син на Детмар II фон Бюрен († 1221/1234)
- ? дъщеря фон Ритберг, омъжена за Зигфрид фон Вестербург